# Historique des versions de Debian
 (10 août 2025).
Les nouvelles publications de la distribution Debian ne suivent pas un calendrier fixe. Les dernières versions sont sorties en moyenne tous les deux ans par le Projet Debian.
La dernière version est la version 13, nom de code : « Trixie », publiée le 9 août 2025. La prochaine version à venir, Debian 14, portera le nom de code « Forky ».
Debian a toujours trois branches en cours de développement simultané : « stable », « testing » et « unstable » (également appelée « SID » (Still In Development).
La branche « stable » est considérée comme la version principale et c'est à celle-ci qu'on se réfère habituellement quand on parle de « Debian ». La branche « testing » est construite à partir de paquets importés de la branche « unstable ». La branche « testing » contient des paquets significativement plus récents que la version «  stable » tout en étant relativement stables par rapport aux paquets de la branche « unstable ».
Quand la branche « stable » en cours est remplacée par une nouvelle version, cette version  prend le nom d'« oldstable » et quand la nouvelle version « stable » est de nouveau remplacée par une nouvelle version, la branche « oldstable » devient : « oldoldstable ».

## Historique de publication
Les noms de code des différentes versions sont inspirés des noms des personnages du film d'animation Toy Story (Pixar Animation Studios).
Debian 1.0 n'a jamais été publiée, un vendeur ayant accidentellement livré une version de développement avec ce numéro de version, le système de gestion de paquet dpkg et son interface semi-graphique dselect ont été développés et mis en œuvre sur Debian dans une version antérieure. De plus une transition de l'ancien format binaire a.out vers le nouveau format ELF avait déjà commencé avant la version 1.0. 
La seule architecture prise en charge était x86 32 bits (i386).

### Debian 1.1 (Buzz)

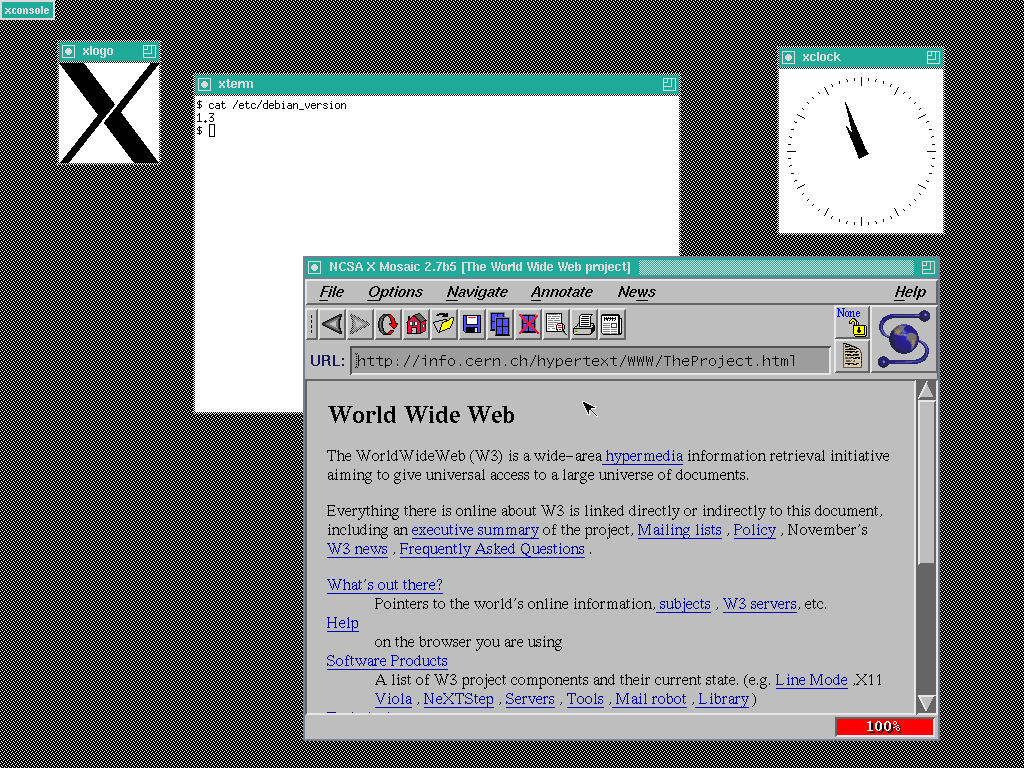
Debian 1.3

Debian 1.1 (Buzz), sorti le 17 juin 1996, contenait 474 paquets. Debian a terminé sa transition vers format binaire ELF et utilisait le noyau Linux 2.0.

### Debian 1.2 (Rex)
Debian 1.2 (Rex), sorti le 12 décembre 1996, contenait 848 paquets maintenus par 120 développeurs.

### Debian 1.3 (Bo)
Debian 1.3 (Bo), sorti le 5 juin 1997, contenait 974 paquets maintenus par 200 développeurs.

### Debian 2.0 (Hamm)

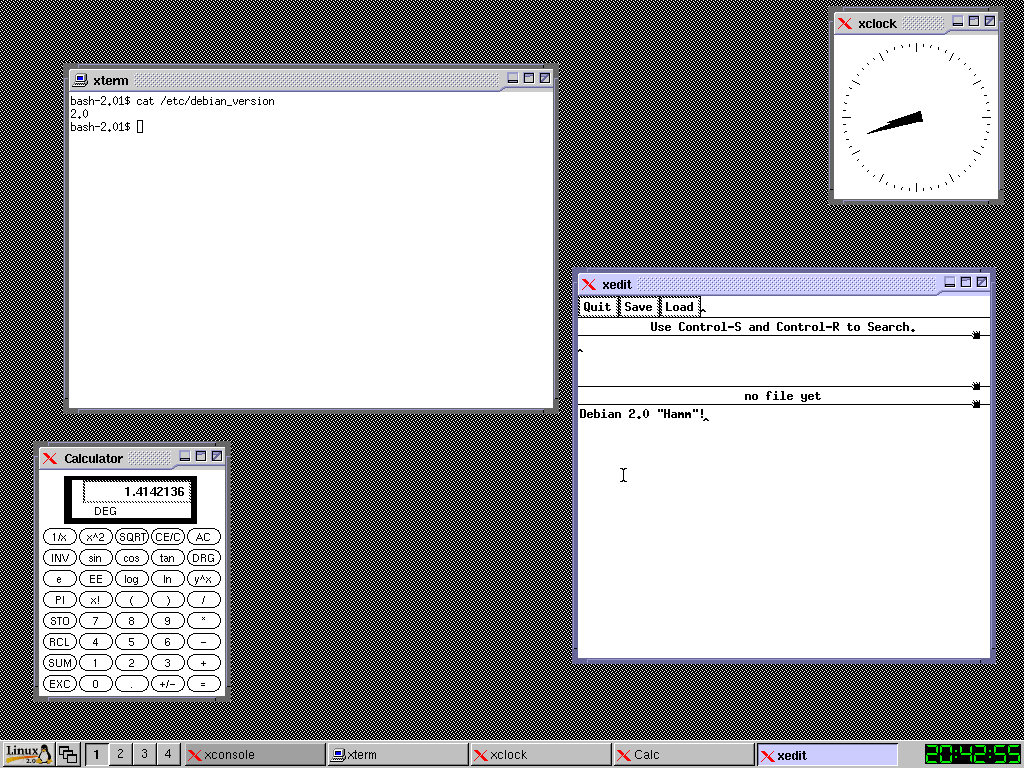
Debian 2.0

Debian 2.0 (Hamm), sorti le 24 juillet 1998, contenait plus de 1 500 paquets maintenus par plus de 400 développeurs. Une transition a été faite vers libc6 et Debian a été porté sur les microprocesseurs de la famille Motorola 68000 (m68k).

### Debian 2.1 (Slink)
Debian 2.1 (Slink), publié le 9 mars 1999, contenait environ 2250 paquets. Le front-end APT a été introduit en tant que système de gestion des paquets et Debian a été porté sur architectures Alpha et SPARC,.

### Debian 2.2 (Potato)

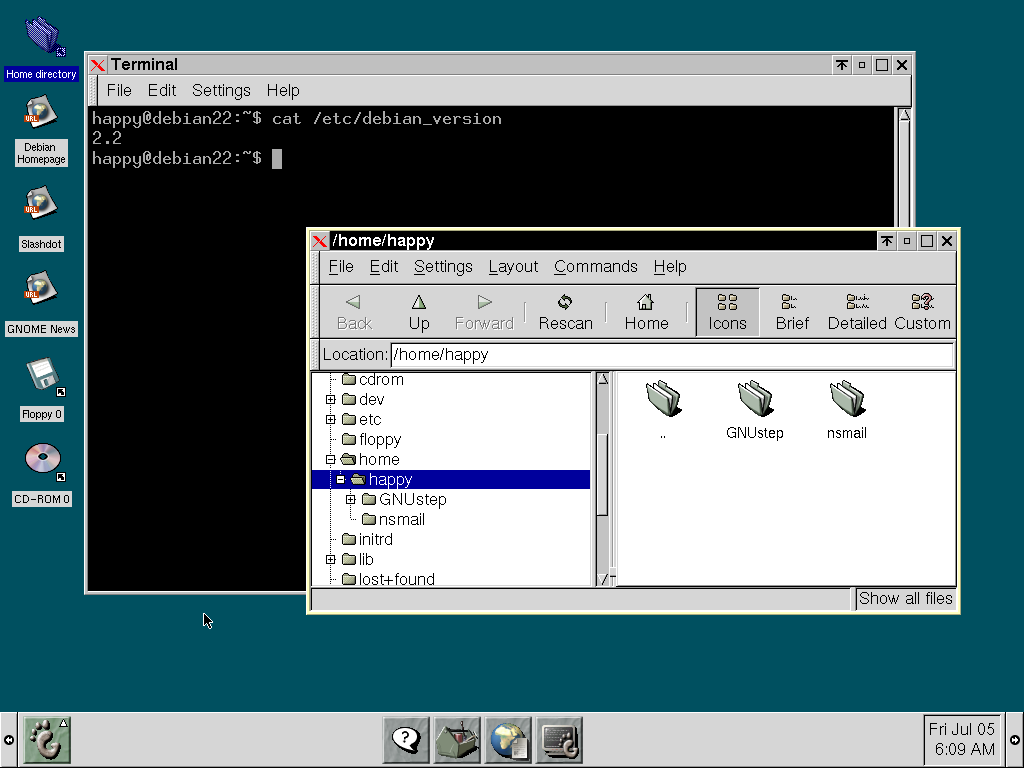
Debian 2.2

Debian 2.2 (Potato), sorti le 14 et 15 août 2000, contenait 2 600 paquets maintenus par plus de 450 développeurs. Les nouveaux paquets inclus le gestionnaire d'affichage GDM, le service d'annuaire OpenLDAP, le logiciel de sécurité OpenSSH et l'agent de transfert de mail (MTA) Postfix. Debian a été porté vers les architectures PowerPC et BRAS,,.

### Debian 3.0 (Woody)
Debian 3.0 (Woody), sorti le 19 juillet 2002, contenait environ 8500 paquets maintenus par plus de 900 développeurs. KDE a été introduit et Debian a été porté vers les architectures suivantes : IA-64, PA-RISC (hppa), mips et mipsel et IBM ESA/390 (s390),,.

### Debian 3.1 (Sarge)
Debian 3.1 (Sarge), sorti le 6 juin 2005, contenait l'équivalent de 15 400 paquets. debian-installer et OpenOffice.org ont été introduits,.

### Debian 4.0 (Etch)

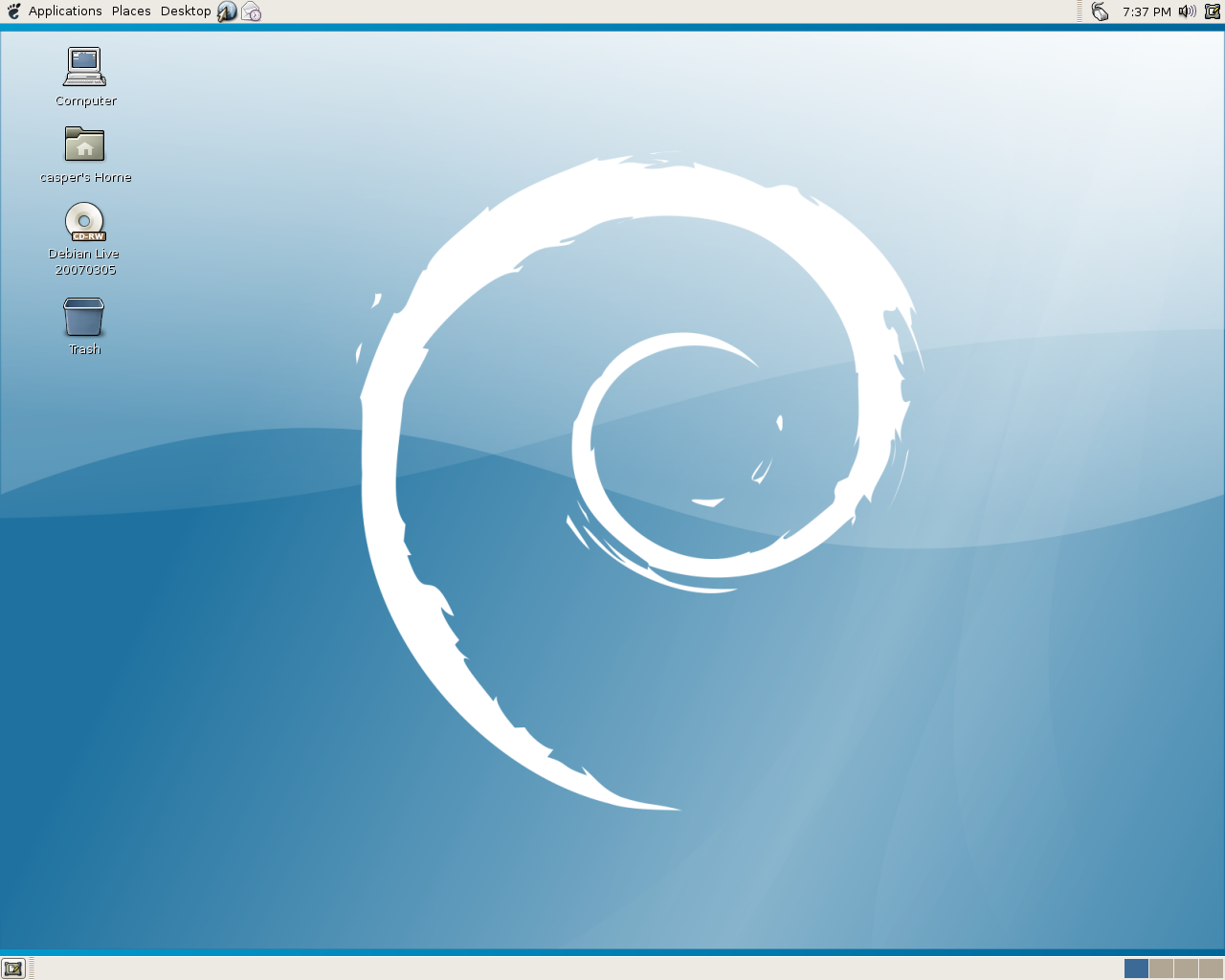
Debian 4.0 (Etch)

Debian 4.0 (Etch), sorti le 8 avril 2007, contenait environ 18 000 paquets maintenus par plus de 1 030 développeurs. Debian a été porté sur architecture x86-64 (amd64) et le support de la famille Motorola 68000 (m68k) a été abandonné,.

### Debian 5.0 (Lenny)

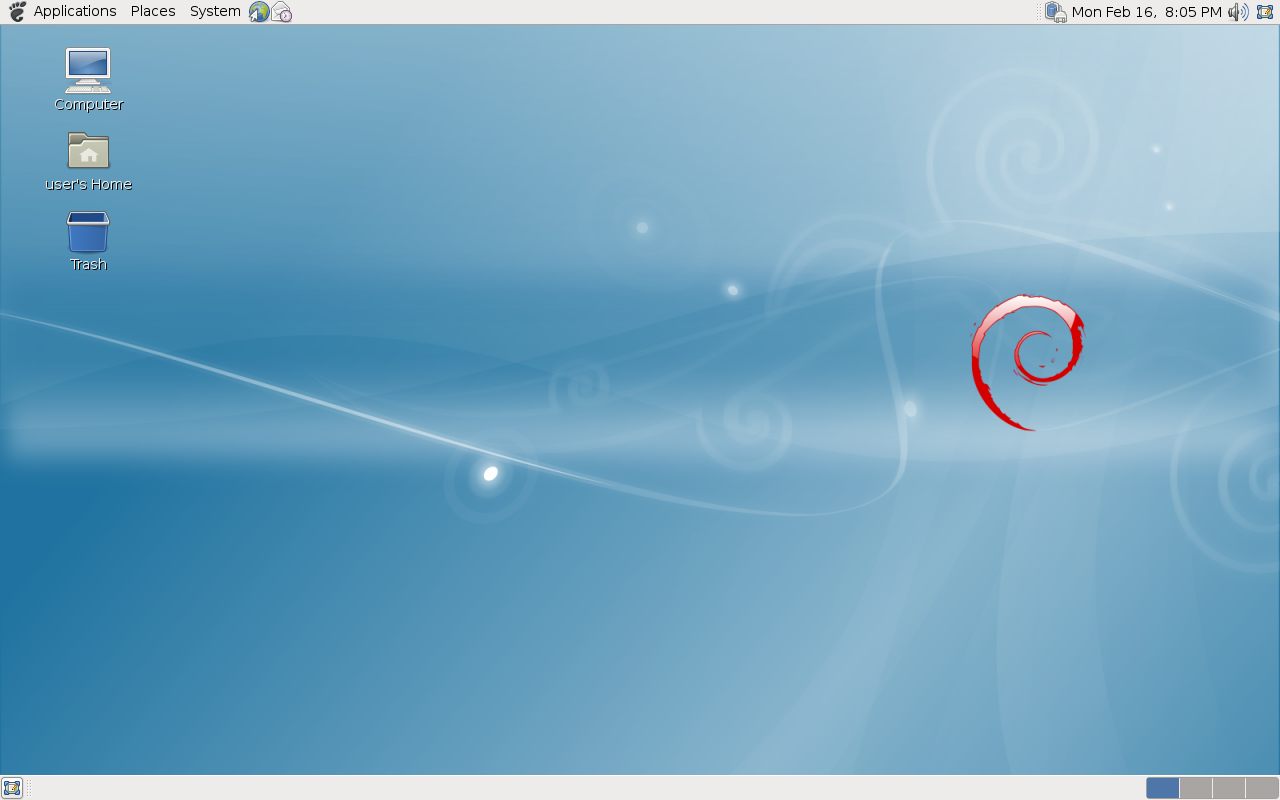
Debian 5.0 (Lenny)

Debian 5.0 (Lenny), sorti le 14 février 2009, contenait plus de 23 000 paquets. Debian a été porté sur architecture ARM EABI ("armel"),,.
Elle inclut les éléments suivants :
- noyau Linux 2.6.26
- X.Org 7.3, incluant la configuration automatique du matériel
- OpenOffice.org 2.4.1
- PostgreSQL
- MySQL 5.0.51a
- Apache 2.2.9
- Samba 3.2.5
- PHP 5.2.6
- apt 0.7.20
- Prise en charge complète du système de fichiers NTFS

### Debian 6.0 (Squeeze)

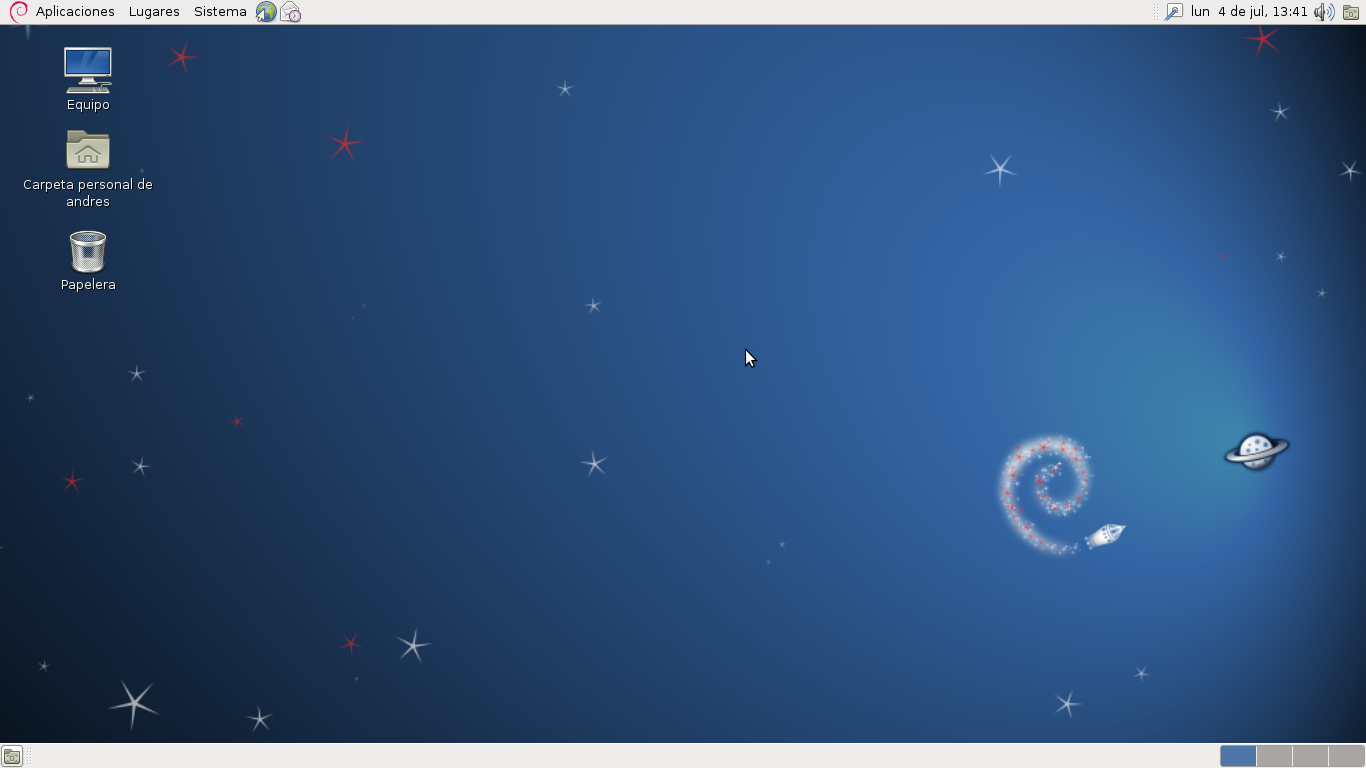
Debian 6.0 (Squeeze)

Debian 6.0 (Squeeze), publié le 6 février 2011, contenait plus de 29 000 paquets. Le navigateur web Chromium a été introduit et Debian a été porté sur les noyaux kfreebsd-i386 et kfreebsd-amd64  et le support pour les architectures Alpha, et PA-RISC (hppa) a été abandonné,,.
Elle inclut les éléments suivants :
- noyau Linux 2.6.32 (nouveauté majeure : un noyau Linux entièrement libre)[26],[27]
- X.Org 7.5
- GNOME 2.30
- KDE 4.4.5
- Xfce 4.6
- GNU Compiler Collection (gcc) 4.4.5
- apt 0.8.10
- Prise en charge de l'ext4 de manière native

### Debian 7 (Wheezy)

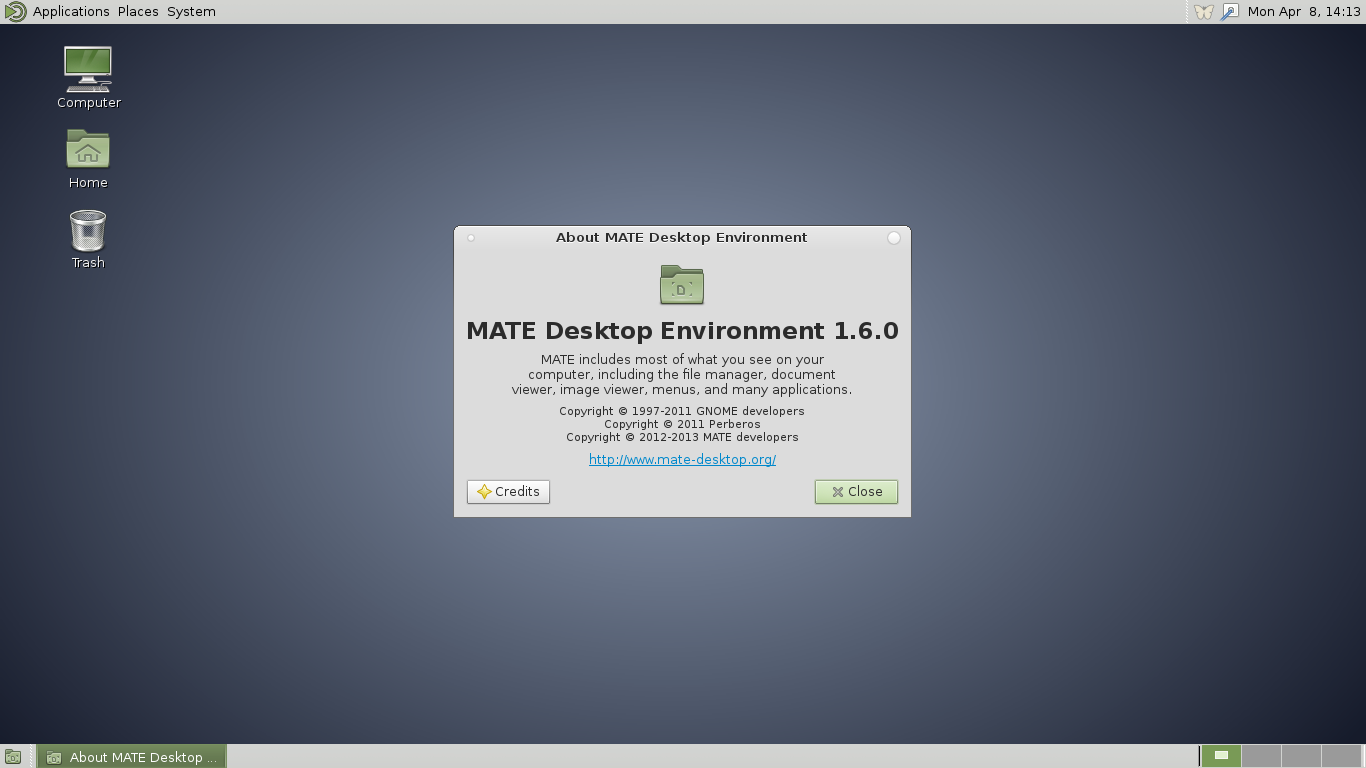
Debian 7 (Wheezy)

Debian 7 (Wheezy), publié le 4 mai 2013, contenait plus de 36 000 paquets. Le support de l'UEFI a été ajouté et Debian a été porté sur les architectures armhf et IBM ESA/390 (s390x),,.
Elle inclut les éléments suivants, :
- noyau Linux 3.2
- X-server : X.Org 7.7
- GNOME 3.4
- KDE 4.8.4
- Xfce 4.8
- Libc : eglibc 2.13
- apt 0.9.7
- Plus de 36 000 autres paquets

Pour la première fois, Debian offre les fonctionnalités suivantes :
- support du multi-architecture matérielle ;
- support du UEFI pour l'installation ;
- installation via la synthèse vocale (plus d'une douzaine de langues supportées, l'installateur normal peut être affiché dans 73 langues).

### Debian 8 (Jessie)
Debian 8 (Jessie), sorti le 25 et 26 avril 2015, contenait plus de 43 000 paquets et inclut les éléments suivants :
- noyau Linux 3.16.3
- systemd 215
- apt 1.0.9
- GCC 4.9.2
- PHP 5.6.7
- Python 2.7.9 and 3.4.2
- Apache 2.4.10
- Nginx 1.6.2
- PostgreSQL 9.4
- MySQL 5.5.39
- Dovecot 2.2.13
- GNOME 3.14
- KDE 4.14.2
- Xfce 4.10.1
- Cinnamon 2.2.16
- LXDE 1.809
- Enlightenment 0.17.6

Note : un fork de Debian, Devuan, voit le jour fin 2014, en raison de l'intégration par défaut de systemd dans Debian Jessie.

### Debian 9 (Stretch)

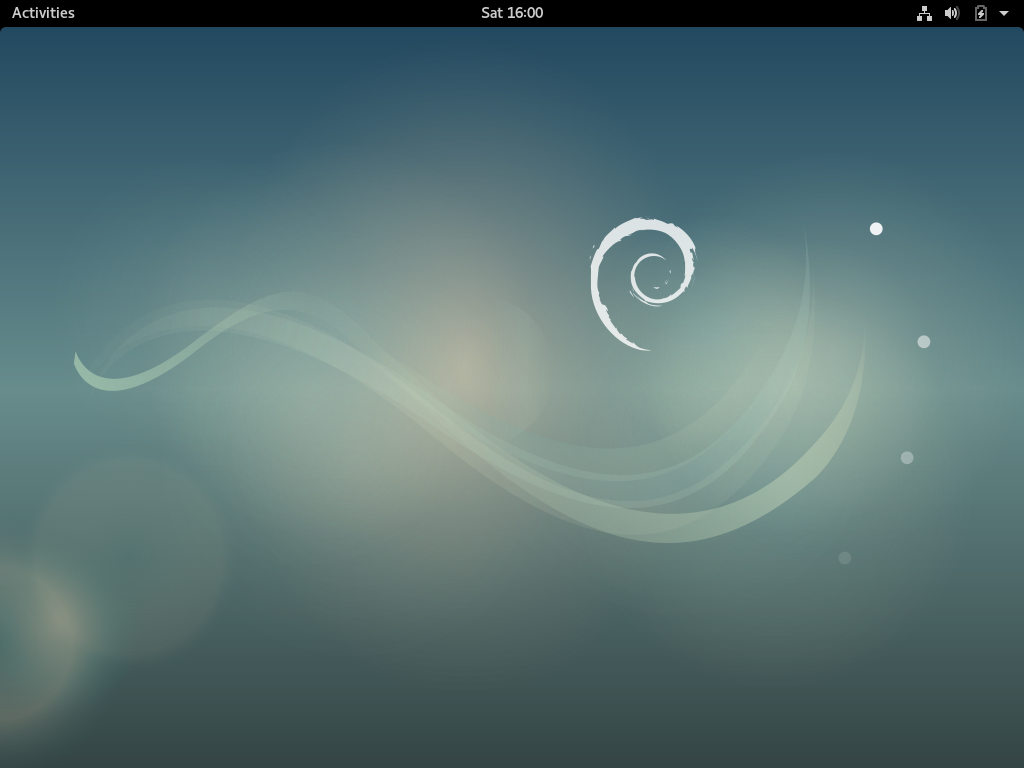
Debian 9 (Stretch)

Debian 9 (Stretch), sorti le 17 juin 2017, contenait plus de 51 000 paquets.
Elle inclut les éléments suivants, :
- noyau Linux 4.9 ;
- systemd 232 ;
- apt 1.4 ;
- GCC 6.3.0 ;
- PHP 7.0 ;
- Python 2.7.13 et 3.5.3 ;
- Apache 2.4.25 ;
- Nginx 1.10.3 ;
- PostgreSQL 9.6 ;
- MariaDB 5.8 ;
- Dovecot 2.2.27 ;
- GNOME 3.22 ;
- KDE 5.8 ;
- Xfce 4.12.1 ;
- Cinnamon 3.2.7 ;
- LXDE 1.923.
- MATE 1.16
- LXQt 0.11
- LibreOffice 5.2.7

Et plus de 51 000 autres paquets de logiciels prêts à l'utilisation.

### Debian 10 (Buster)

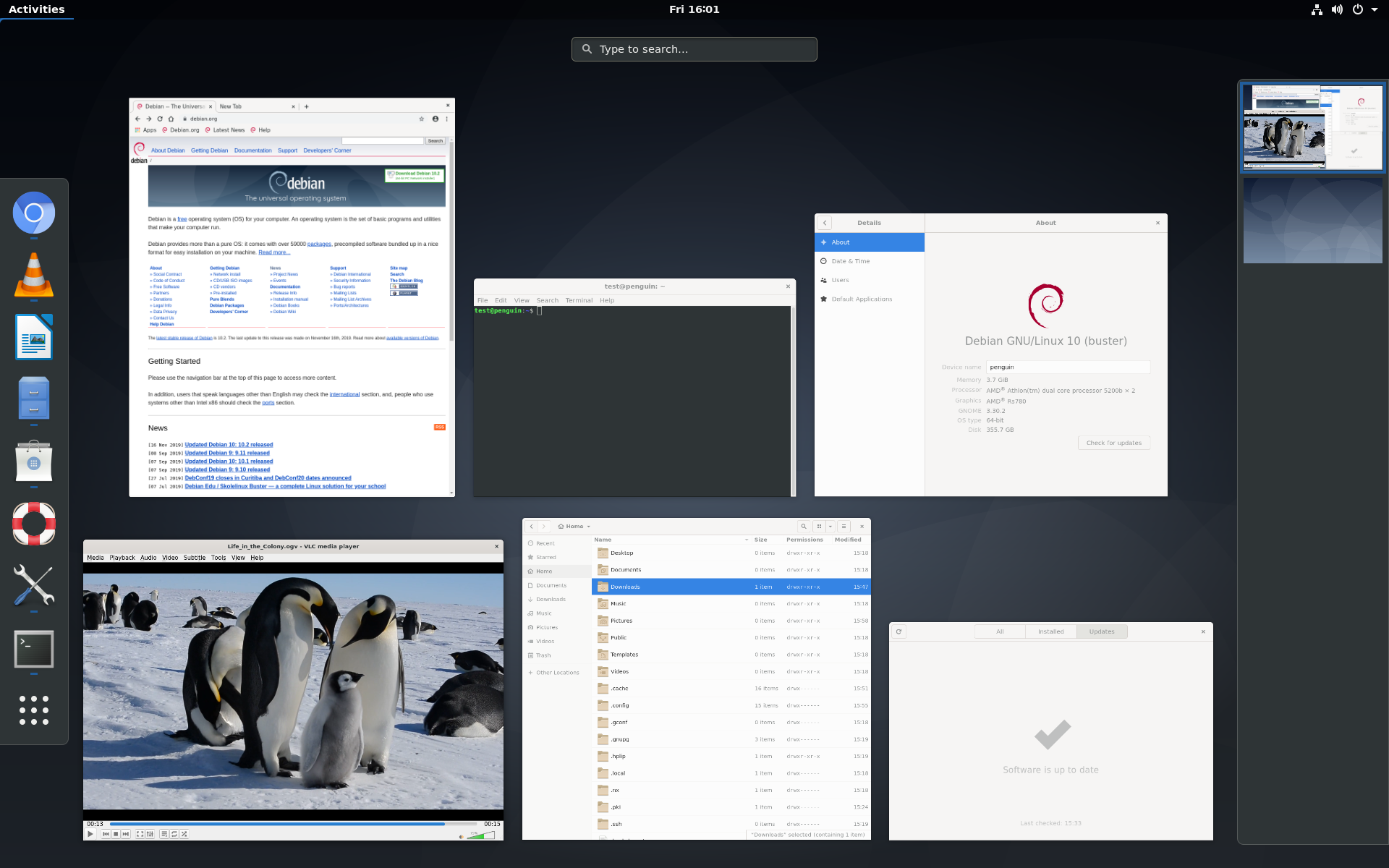
Debian 10 (Buster) avec GNOME

Debian 10 (Buster) est sorti le 6 juillet 2019, contient plus de 57 700 paquets.
Elle inclut les éléments suivants, :
- noyau Linux 4.19
- systemd 241
- apt 1.8.2
- GCC 7.4 et 8.3
- PHP 7.3
- Python 2.7.16 et 3.7.2
- Apache 2.4.38
- Nginx 1.14.2
- PostgreSQL 11
- MariaDB 10.3
- Dovecot 2.3.4
- GNOME 3.30
- KDE 5.14
- Xfce 4.12.5
- Cinnamon 3.8
- LXDE 10
- MATE 1.20
- LXQt 0.14
- LibreOffice 6.1

Voici la liste des architectures officiellement prises en charge par Debian 10 :
- PC 32 bits (i386) et PC 64 bits (amd64)
- ARM 64 bits (arm64)
- ARM EABI (armel)
- ARMv7 (ARM avec unité de calcul flottant, armhf)
- MIPS gros-boutiste (mips) et petit-boutiste (mipsel)
- MIPS 64 bits petit-boutiste (mips64el)
- PowerPC 64 bits petit-boutiste (ppc64el)
- IBM System z (s390x)

Le 15 juin 2024, l'équipe du suivi à long terme (LTS) annonce « que la prise en charge de Debian 10 « Buster » atteindra sa fin de vie le 30 juin 2024, presque cinq ans après sa publication initiale ».

### Debian 11 (Bullseye)

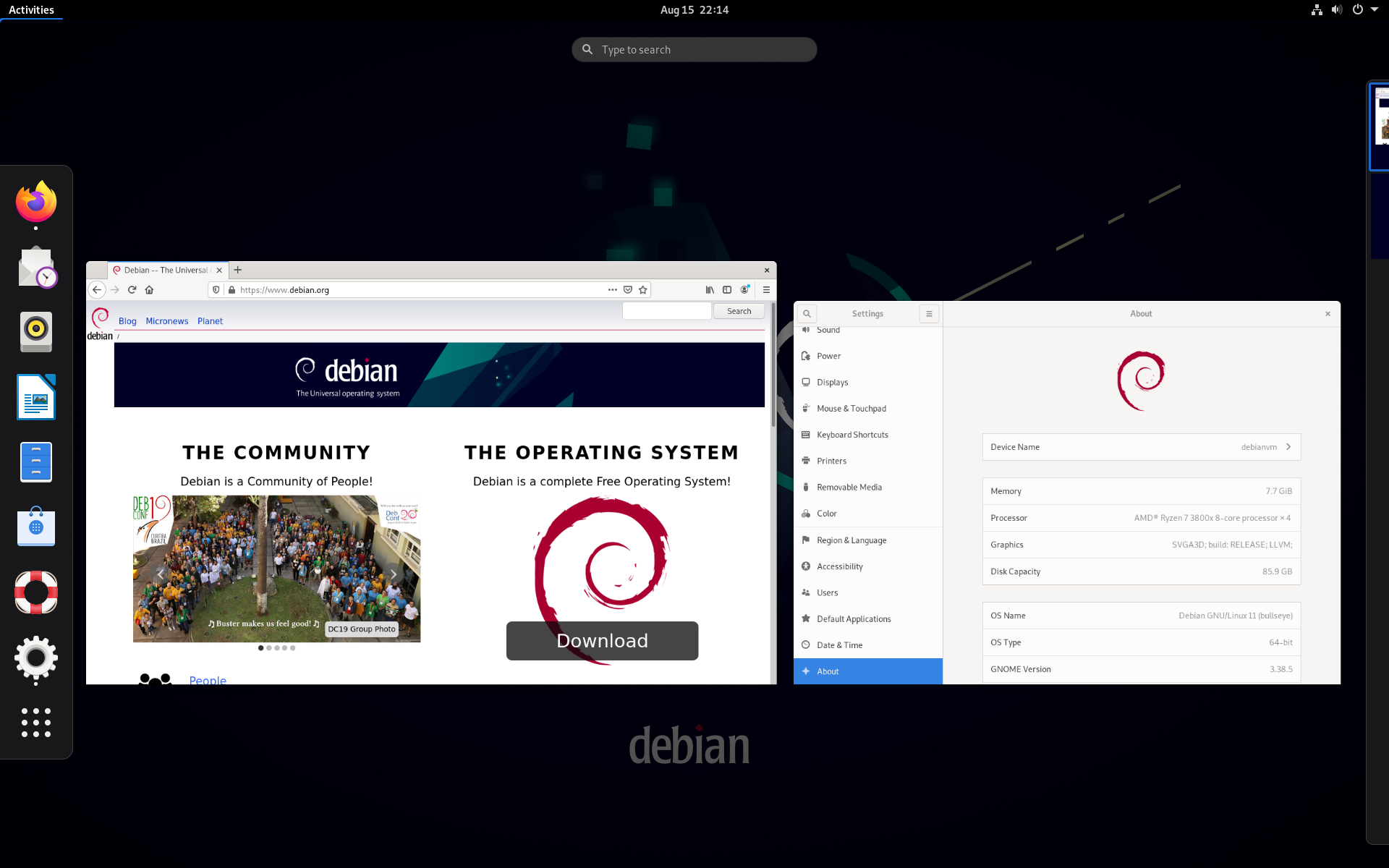
Debian 11 (Bullseye) avec GNOME

Debian 11 (Bullseye) est sorti le 14 août 2021.
La phase de "freeze" ("gelée" pour test) avait débuté le 12 janvier 2021.
Elle inclut, entre autres, les éléments suivants :
- noyau Linux 5.10
- systemd 247
- apt 2.2.4
- GCC 10.2.1
- PHP 7.4
- Python 3.9.1
- Apache 2.4.48
- Nginx 1.18
- PostgreSQL 13
- MariaDB 10.5
- Dovecot 2.3.13
- GNOME 3.38
- KDE 5.20
- Xfce 4.16
- LXDE 11
- MATE 1.24
- LXQt 0.16
- LibreOffice 7.0

Voici la liste des architectures officiellement prises en charge par Debian 11 :
- PC 32 bits (i386) et PC 64 bits (amd64)
- ARM 64 bits (arm64)
- ARM EABI (armel)
- ARMv7 (ARM avec unité de calcul flottant, armhf)
- MIPS petit-boutiste (mipsel)
- MIPS 64 bits petit-boutiste (mips64el)
- PowerPC 64 bits petit-boutiste (ppc64el)
- IBM System z (s390x)

### Debian 12 (Bookworm)

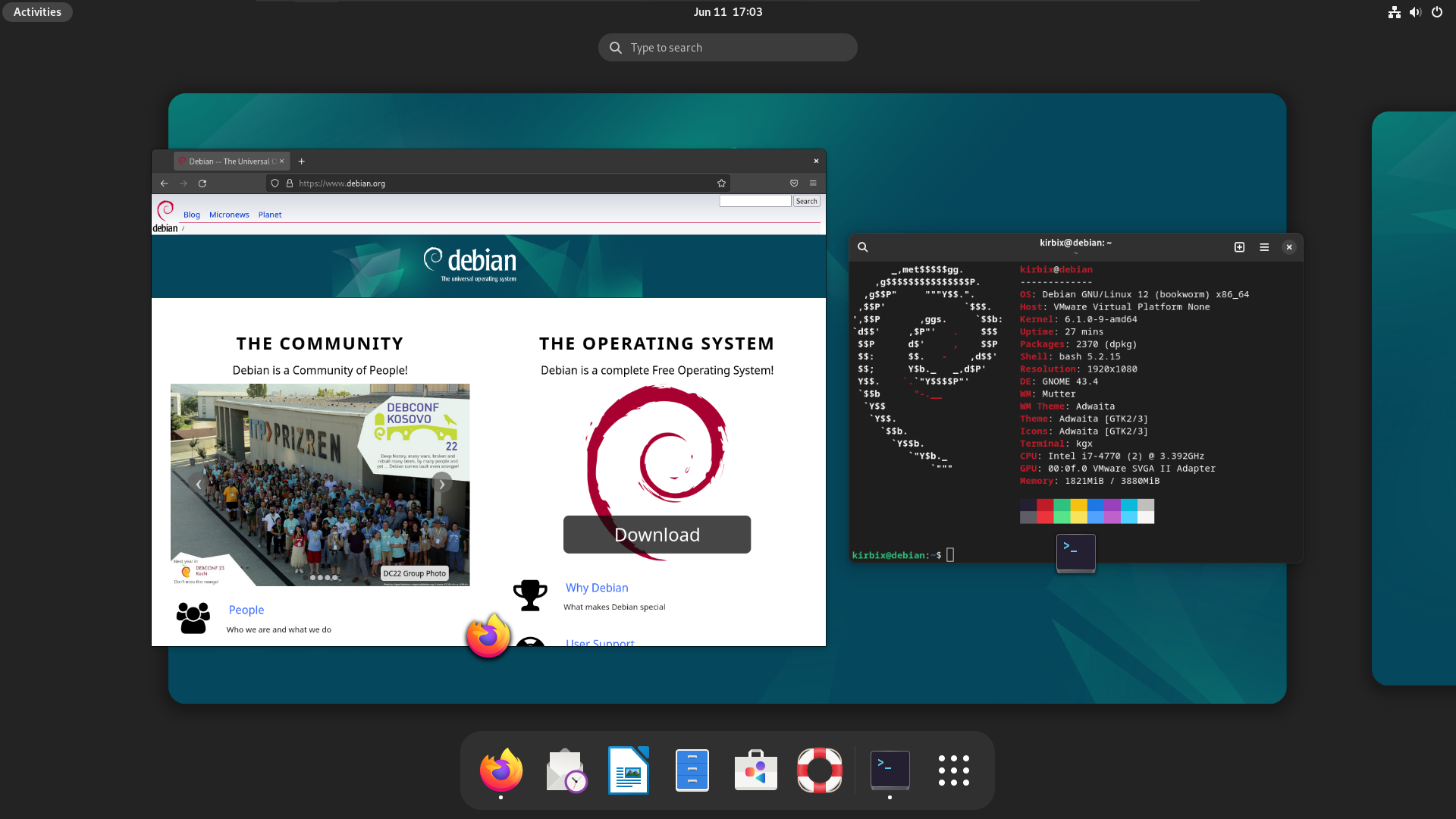
Debian 12 (Bookworm) avec l'environnement de bureau GNOME 43.4.

Debian 12 (Bookworm) est sorti le 10 juin 2023.
Elle inclut, entre autres, les éléments suivants:
- noyau Linux 6.1
- Apache 2.4.57
- GNOME 43
- KDE Plasma 5.27
- LXDE 11
- LXQt 1.2.0
- MariaDB 10.11
- MATE 1.26
- Xfce 4.18

Voici la liste des architectures officiellement prises en charge par Debian 12 :
- PC 32 bits (i386) et PC 64 bits (amd64)
- ARM 64 bits (arm64)
- ARM EABI (armel)
- ARMv7 (ARM avec unité de calcul flottant, armhf)
- MIPS petit-boutiste (mipsel)
- MIPS 64 bits petit-boutiste (mips64el)
- PowerPC 64 bits petit-boutiste (ppc64el)
- IBM System z (s390x)

### Debian 13 (Trixie)

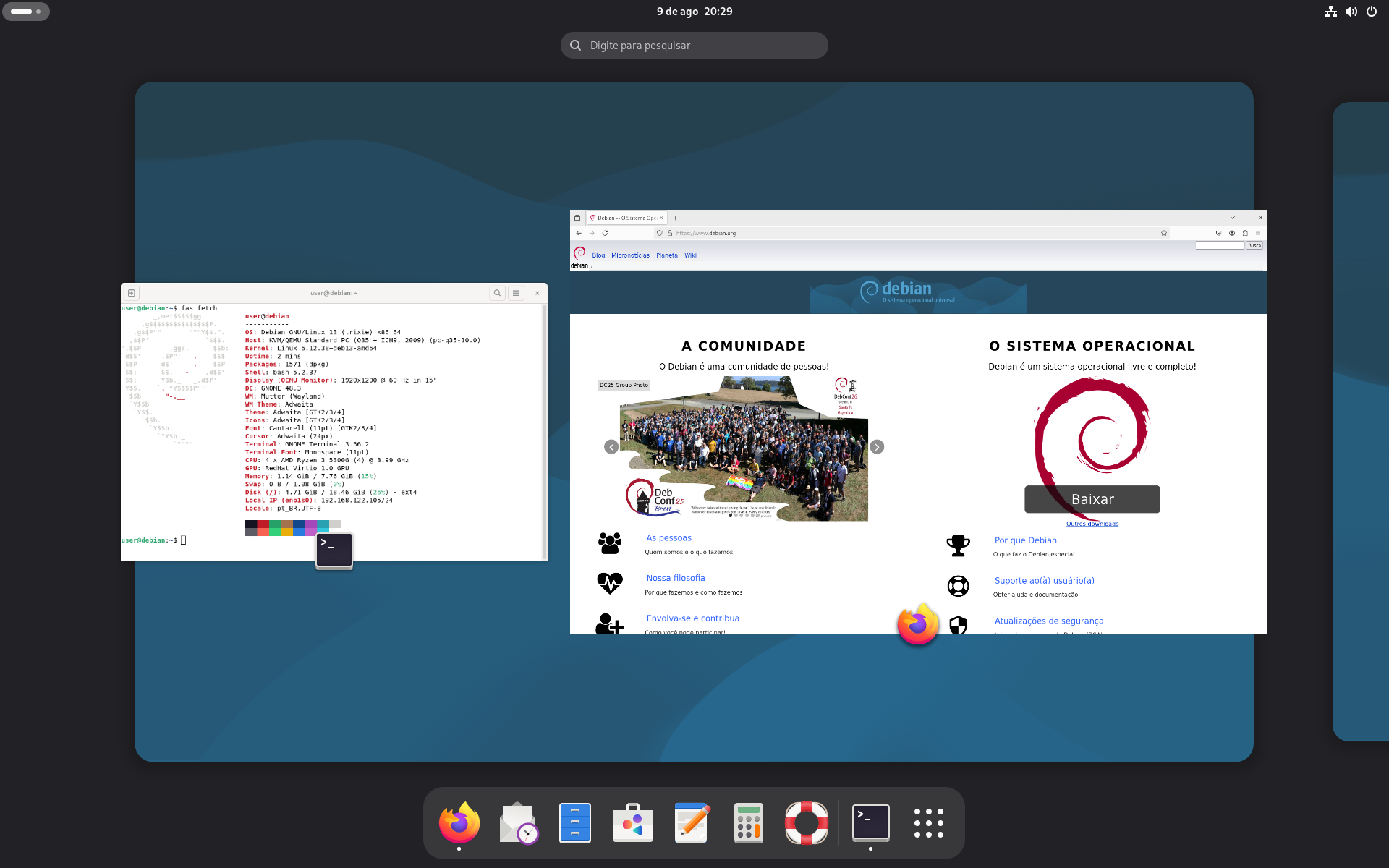
Debian 13 (Trixie) avec l'environnement de bureau GNOME.

Debian 13 (Trixie) est sorti le 9 août 2025.
Elle inclut, entre autres, les éléments suivants:
- noyau Linux 6.12
- Apache 2.4.64
- GNOME 48
- KDE Plasma 6.3
- LXDE 13
- LXQt 2.1.0
- MariaDB 11.8
- Xfce 4.20
- LibreOffice 25.2

Voici la liste des architectures officiellement prises en charge par Debian 13 :
- PC 64 bits (amd64)
- ARM 64 bits (arm64)
- ARM EABI (armel)
- ARMv7 (ARM avec unité de calcul flottant, armhf)
- PowerPC 64 bits petit-boutiste (ppc64el)
- RISC-V 64 bits petit-boutiste (riscv64)
- IBM System z (s390x)

## Dates des sorties des versions
| Version | Nom      | Date de sortie           | Personnage correspondant                       | Paquets | Date de fin de support                                          | Commentaire |
| --- | -------- | ------------------------ | ---------------------------------------------- | ------- | --------------------------------------------------------------- | --- |
| 0.01 à 0.91 |          | août 1993 à janvier 1994 |                                                |         |                                                                 | Architectures : i386. |
| 0.93R5 |          | mars 1995                |                                                |         |                                                                 | |
| 0.93R6 |          | novembre 1995            |                                                |         |                                                                 | |
| 1.1 | Buzz     | 17 juin 1996             | Buzz l'Éclair                                  | 474     | 09-1996                                                         | Binaires ELF. Noyau Linux 2.0. |
| 1.2 | Rex      | 12 décembre 1996         | Le tyrannosaure                                | 848     | 1996                                                            | |
| 1.3 | Bo       | 2 juillet 1997           | Bo, la bergère                                 | 974     | 1997                                                            | |
| 2.0 | Hamm     | 24 juillet 1998          | Bayonne (en), le cochon tirelire               | 1 500   | 1998                                                            | Architectures : +m68k. |
| 2.1 | Slink    | 9 mars 1999              | Zigzag, le chien à ressort                     | 2 250   | 12-2000                                                         | Apparition d'APT. Architectures : +alpha, +sparc. |
| 2.2 | Potato   | 15 août 2000             | Monsieur Patate                                | 3 900   | 04-2003                                                         | Architectures : +arm, +powerpc. |
| 3.0 | Woody    | 19 juillet 2002          | Shérif Woody                                   | 8 500   | 08-2006                                                         | Architectures : +ia64, +hppa, +mips, +mipsel, +s390. |
| 3.1 | Sarge    | 6 juin 2005              | Le sergent                                     | 15 400  | 04-2008                                                         | |
| 4.0 | Etch     | 8 avril 2007             | L'écran magique                                | 18 200  | 15-02-2010                                                      | Architectures : +amd64, −m68k. |
| 5.0 | Lenny    | 14 février 2009          | Les jumelles                                   | 23 200  | 06-02-2012                                                      | Architectures : +armel. |
| 6.0 | Squeeze  | 6 février 2011           | L'extraterrestre à 3 yeux (en)                 | 29 000  | 31-05-2014 (29-02-2016 pour i386 et amd64)                      | Architectures : +kfreebsd-i386, +kfreebsd-amd64, −alpha, −arm, −hppa. EGLIBC (en) à la place de glibc. Séquence d'amorçage basée sur les dépendances, qui permet la parallélisation du processus de démarrage. Suppression anciennes bibliothèques comme GTK 1. Le noyau par défaut est exempt de pilote et firmware non libre. |
| 6.0.1 |          | 19 mars 2011             |                                                |         |                                                                 | |
| 6.0.2 |          | 25 juin 2011             |                                                |         |                                                                 | |
| 6.0.3 |          | 8 octobre 2011           |                                                |         |                                                                 | |
| 6.0.4 |          | 28 janvier 2012          |                                                |         |                                                                 | |
| 6.0.5 |          | 12 mai 2012              |                                                |         |                                                                 | |
| 6.0.6 |          | 29 septembre 2012        |                                                |         |                                                                 | |
| 6.0.7 |          | 23 février 2013          |                                                |         |                                                                 | |
| 6.0.8 |          | 20 octobre 2013          |                                                |         |                                                                 | |
| 6.0.9 |          | 15 février 2014          |                                                |         |                                                                 | |
| 6.0.10 |          | 19 juillet 2014          |                                                |         |                                                                 | |
| 7.0 | Wheezy   | 4 mai 2013               | Siffli (en), le manchot au nœud papillon rouge | 37 400  | 25-04-2016 (31-05-2018 pour i386, amd64, armel et armhf)        | Architectures : +armhf, +s390x. Suppression de bibliothèques comme Qt3. Support multiarchitecture. |
| 7.1 |          | 15 juin 2013             |                                                |         |                                                                 | |
| 7.2 |          | 12 octobre 2013          |                                                |         |                                                                 | |
| 7.3 |          | 14 décembre 2013         |                                                |         |                                                                 | |
| 7.4 |          | 8 février 2014           |                                                |         |                                                                 | |
| 7.5 |          | 26 avril 2014            |                                                |         |                                                                 | |
| 7.6 |          | 12 juillet 2014          |                                                |         |                                                                 | |
| 7.7 |          | 18 octobre 2014          |                                                |         |                                                                 | |
| 7.8 |          | 10 janvier 2015          |                                                |         |                                                                 | |
| 7.9 |          | 5 septembre 2015         |                                                |         |                                                                 | |
| 7.10 |          | 2 avril 2016             |                                                |         |                                                                 | |
| 7.11 |          | 4 juin 2016              |                                                |         |                                                                 | |
| 8.0 | Jessie   | 25 avril 2015            | Jessie, la cowgirl                             | 43 500  | 17-06-2018 (30-06-2020 pour i386, amd64, armel et armhf)        | Architectures : +arm64, +ppc64el, −ia64, −sparc, −s390, −kfreebsd-i386, −kfreebsd-amd64. |
| 8.1 |          | 6 juin 2015              |                                                |         |                                                                 | |
| 8.2 |          | 5 septembre 2015         |                                                |         |                                                                 | |
| 8.3 |          | 23 janvier 2016          |                                                |         |                                                                 | |
| 8.4 |          | 2 avril 2016             |                                                |         |                                                                 | |
| 8.5 |          | 4 juin 2016              |                                                |         |                                                                 | |
| 8.6 |          | 17 septembre 2016        |                                                |         |                                                                 | |
| 8.7 |          | 14 janvier 2017          |                                                |         |                                                                 | |
| 8.8 |          | 6 mai 2017               |                                                |         |                                                                 | |
| 8.9 |          | 22 juillet 2017          |                                                |         |                                                                 | |
| 8.10 |          | 9 décembre 2017          |                                                |         |                                                                 | |
| 8.11 |          | 23 juin 2018             |                                                |         |                                                                 | |
| 9.0 | Stretch  | 17 juin 2017             | Flex (en), la pieuvre mauve                    | 51 600  | 06-07-2020 (30-06-2022 pour i386, amd64, armel, armhf et arm64) | Architectures : +mips64el, −powerpc. |
| 9.1 |          | 22 juillet 2017          |                                                |         |                                                                 | |
| 9.2 |          | 7 octobre 2017           |                                                |         |                                                                 | |
| 9.3 |          | 9 décembre 2017          |                                                |         |                                                                 | |
| 9.4 |          | 10 mars 2018             |                                                |         |                                                                 | |
| 9.5 |          | 14 juillet 2018          |                                                |         |                                                                 | |
| 9.6 |          | 10 novembre 2018         |                                                |         |                                                                 | |
| 9.7 |          | 23 janvier 2019          |                                                |         |                                                                 | |
| 9.8 |          | 16 février 2019          |                                                |         |                                                                 | |
| 9.9 |          | 27 avril 2019            |                                                |         |                                                                 | |
| 9.10 |          | 7 septembre 2019         |                                                |         |                                                                 | Installateur cassé. |
| 9.11 |          | 8 septembre 2019         |                                                |         |                                                                 | |
| 9.12 |          | 8 février 2020           |                                                |         |                                                                 | |
| 9.13 |          | 18 juillet 2020          |                                                |         |                                                                 | |
| 10.0 | Buster   | 6 juillet 2019           | Rasemotte (en), le chien d'Andy                | 57 700  | 31-07-2022 (30-06-2024 pour i386, amd64, armhf et arm64)        | |
| 10.1 |          | 7 septembre 2019         |                                                |         |                                                                 | |
| 10.2 |          | 16 novembre 2019         |                                                |         |                                                                 | |
| 10.3 |          | 8 février 2020           |                                                |         |                                                                 | |
| 10.4 |          | 9 mai 2020               |                                                |         |                                                                 | |
| 10.5 |          | 1er août 2020            |                                                |         |                                                                 | |
| 10.6 |          | 26 septembre 2020        |                                                |         |                                                                 | |
| 10.7 |          | 5 décembre 2020          |                                                |         |                                                                 | |
| 10.8 |          | 6 février 2021           |                                                |         |                                                                 | |
| 10.9 |          | 27 mars 2021             |                                                |         |                                                                 | |
| 10.10 |          | 19 juin 2021             |                                                |         |                                                                 | |
| 10.11 |          | 9 octobre 2021           |                                                |         |                                                                 | |
| 10.12 |          | 26 mars 2022             |                                                |         |                                                                 | |
| 10.13 |          | 10 septembre 2022        |                                                |         |                                                                 | |
| 11.0 | Bullseye | 14 août 2021             | Pile-Poil (en), le cheval de Woody             | 59 600  | 14-08-2024 (31-08-2026 pour i386, amd64, armhf et arm64)        | Version oldoldstable initiale. Architectures : −mips. |
| 11.1 |          | 9 octobre 2021           |                                                |         |                                                                 | |
| 11.2 |          | 18 décembre 2021         |                                                |         |                                                                 | |
| 11.3 |          | 26 mars 2022             |                                                |         |                                                                 | |
| 11.4 |          | 9 juillet 2022           |                                                |         |                                                                 | |
| 11.5 |          | 10 septembre 2022        |                                                |         |                                                                 | |
| 11.6 |          | 17 décembre 2022         |                                                |         |                                                                 | |
| 11.7 |          | 29 avril 2023            |                                                |         |                                                                 | |
| 11.8 |          | 7 octobre 2023           |                                                |         |                                                                 | |
| 11.9 |          | 10 février 2024          |                                                |         |                                                                 | |
| 11.10 |          | 29 juin 2024             |                                                |         |                                                                 | |
| 11.11 |          | 31 août 2024             |                                                |         |                                                                 | Version oldoldstable finale. |
| 12.0 | Bookworm | 10 juin 2023             | Vermisseau (en), le ver bibliophile            | 64 400  | 10-06-2026 (30-06-2028 pour i386, amd64, armhf et arm64)        | Version oldstable initiale. |
| 12.1 |          | 22 juillet 2023          |                                                |         |                                                                 | |
| 12.2 |          | 7 octobre 2023           |                                                |         |                                                                 | |
| 12.3 |          |                          |                                                |         |                                                                 | Publication annulée. |
| 12.4 |          | 10 décembre 2023         |                                                |         |                                                                 | |
| 12.5 |          | 10 février 2024          |                                                |         |                                                                 | |
| 12.6 |          | 29 juin 2024             |                                                |         |                                                                 | |
| 12.7 |          | 31 août 2024             |                                                |         |                                                                 | |
| 12.8 |          | 9 novembre 2024          |                                                |         |                                                                 | |
| 12.9 |          | 11 janvier 2025          |                                                |         |                                                                 | |
| 12.10 |          | 15 mars 2025             |                                                |         |                                                                 | |
| 12.11 |          | 17 mai 2025              |                                                |         |                                                                 | Version oldstable mise à jour. |
| 13.0 | Trixie   | 9 août 2025              | Trixie (en), le tricératops bleu               | 69 830  |                                                                 | Version stable initiale. Architectures : +riscv64, −mipsel, −mips64el. |
| 14.0 | Forky    | quando paratus est       | Fourchette (en), la cuichette                  |         |                                                                 | |
| 15.0 | Duke     | quando paratus est       | Duke Caboom (en), le cascadeur                 |         |                                                                 | |
| Note : il n'y a pas eu de version 1.0 du système Debian ; en décembre 1995 un vendeur de cédéroms a par erreur fait presser des CD d'une version de développement (boguée) en l'intitulant « Debian 1.0 » ; afin d'éviter toute confusion la première version officielle de Debian a été numérotée 1.1. |          |                          |                                                |         |                                                                 | |

### Table des sorties
| Version                                                                                         | Nom de code | Date de sortie     | Portages   | Paquets    | Mainteneurs | Noyau Linux                    | Fin du support de sécurité | Fin de LTS      | Références |
| ----------------------------------------------------------------------------------------------- | ----------- | ------------------ | ---------- | ---------- | ----------- | ------------------------------ | -------------------------- | --------------- | ---------- |
| 0.90                                                                                            | NC          | août-décembre 1993 | NC         | NC         | NC          | NC                             | NC                         | Sans objet      | [ 2 ]      |
| 0.91                                                                                            | NC          | janvier 1994       | NC         | NC         | NC          | NC                             | NC                         | Sans objet      | [ 2 ]      |
| 0.93R5                                                                                          | NC          | mars 1995          | NC         | NC         | NC          | NC                             | NC                         | Sans objet      | [ 2 ]      |
| 0.93R6                                                                                          | NC          | novembre 1995      | NC         | NC         | NC          | NC                             | NC                         | Sans objet      | [ 2 ]      |
| 1.0                                                                                             | Sans objet  | Sans objet         | Sans objet | Sans objet | Sans objet  | Sans objet                     | Sans objet                 | Sans objet      | [ 2 ]      |
| 1.1                                                                                             | Buzz        | 17 juin 1996       | 1          | 474        | NC          | 2.0                            | NC                         | Sans objet      | [ 2 ]      |
| 1.2                                                                                             | Rex         | 12 décembre 1996   | 1          | 848        | 120         | NC                             | NC                         | Sans objet      | [ 2 ]      |
| 1.3                                                                                             | Bo          | 5 juin 1997        | 1          | 974        | 200         | 2.0.33                         | NC                         | Sans objet      | [ 2 ]      |
| 2.0                                                                                             | Hamm        | 24 juillet 1998    | 2          | ≈ 1 500    | ≈ 400       | 2.0.34                         | NC                         | Sans objet      | [ 2 ]      |
| 2.1                                                                                             | Slink       | 9 mars 1999        | 4          | ≈ 2 250    | NC          | 2.0.34, 2.0.35, 2.0.36, 2.0.38 | 30 octobre 2000            | Sans objet      | ,          |
| 2.2                                                                                             | Potato      | 14–15 août 2000    | 6          | ≈ 3 900    | ≈ 450       | 2.0.38, 2.2.19                 | 30 juin 2003               | Sans objet      | ,          |
| 3.0                                                                                             | Woody       | 19 juillet 2002    | 11         | ≈ 8 500    | ≈ 900       | 2.2.20, 2.4.6                  | 30 juin 2006               | Sans objet      | ,          |
| 3.1                                                                                             | Sarge       | 6 juin 2005        | 11         | ≈ 15 400   | NC          | 2.4.27, 2.6.8                  | 31 mars 2008               | Sans objet      | ,          |
| 4.0                                                                                             | Etch        | 8 avril 2007       | 11         | ≈ 18 000   | ≈ 1 030     | 2.6.18                         | 15 février 2010            | Sans objet      | ,          |
| 5.0                                                                                             | Lenny       | 14 février 2009    | 12         | ≈ 23 000   | NC          | 2.6.26                         | 6 février 2012             | Sans objet      | ,          |
| 6.0                                                                                             | Squeeze     | 6 février 2011     | 11         | ≈ 29 000   | NC          | 2.6.32                         | 31 mai 2014                | 29 février 2016 | ,          |
| 7                                                                                               | Wheezy      | 4 mai 2013         | 13         | ≈ 37 000   | NC          | 3.2                            | 25 avril 2016              | 31 mai 2018     | ,          |
| 8                                                                                               | Jessie      | 25 avril 2015      | 10         | ≈ 43 000   | NC          | 3.16                           | 17 juin 2018               | 30 juin 2020    | ,          |
| 9                                                                                               | Stretch     | 17 juin 2017       | 10         | ≈ 51 000   | NC          | 4.9                            | 6 juillet 2020             | 30 juin 2022    | ,          |
| 10                                                                                              | Buster      | 6 juillet 2019     | 10         | ≈ 57 000   | NC          | 4.19                           | 31 juillet 2022            | 30 juin 2024    | ,          |
| 11                                                                                              | Bullseye    | 14 août 2021       | 9          | ≈ 59 000   | NC          | 5.10                           | 14 août 2024               | 31 août 2026    | ,          |
| 12                                                                                              | Bookworm    | 10 juin 2023       | 9          | ≈ 64 000   | NC          | 6.1                            | 10 juin 2026               | 30 juin 2028    | ,          |
| 13                                                                                              | Trixie      | 9 août 2025        | 8          | 69 830     | À venir     | 6.12                           | À venir                    | À venir         | ,          |
| 14                                                                                              | Forky       | À venir            | À venir    | À venir    | À venir     | À venir                        | À venir                    | À venir         | [ 170 ]    |
| 15                                                                                              | Duke        | À venir            | À venir    | À venir    | À venir     | À venir                        | À venir                    | À venir         | [ 171 ]    |
| unstable                                                                                        | Sid         | Jamais             | 9          | NC         | NC          | 6.12                           | Jamais                     | Sans objet      | [ 172 ]    |
| Ancienne versionAncienne version, toujours prise en chargeDernière version stableVersion future |             |                    |            |            |             |                                |                            |                 |            |